# Braçac (Tarn)
|  | Per a altres significats, vegeu «Brassac (desambiguació)». |

Braçac (en francès Brassac) és un municipi francès del departament del Tarn, sotsprefectura de Castres, a la regió d'Occitània. Està situat a 500 metres sobre el nivell del mar, a la vall del riu Agoût (Agut). És la capital del cantó de Brassac, a la comarca del Brassaguès (Brassagais), que està format, a més, per Lo Bèç, Cambonés, Castèlnòu de Braçac i Lo Marnhès. L'any 2006 tenia 1.482 habitants.

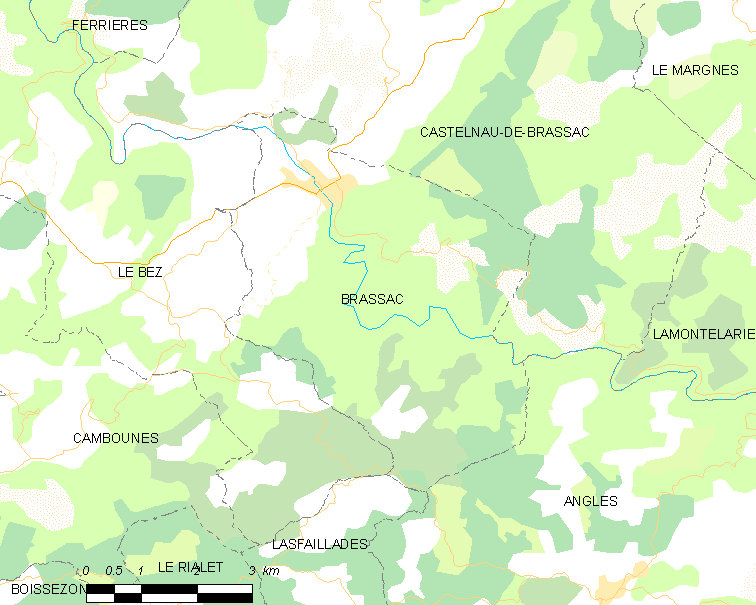

## Demografia
| 1962                                       | 1968  | 1975  | 1982  | 1990  | 1999  | 2006  |
| ------------------------------------------ | ----- | ----- | ----- | ----- | ----- | ----- |
| 1.578                                      | 1.611 | 1.629 | 1.671 | 1.539 | 1.427 | 1.482 |
| Des de 1962: població sense dobles comptes |       |       |       |       |       |       |

## Administració
| Període   | Identitat    | Partit        |
| --------- | ------------ | ------------- |
| 1960-2001 | Max Caminade | Divers droite |
| 2001-     | Damien Cros  |               |